# Лузин, Павел Гаврилович
Павел Гаврилович Лузин (1903, пос. Саткинский завод, Златоустовский уезд, Уфимская губерния, Российская империя — 1997, с. Курганово, Полевской район, Свердловская область) — советский учёный, конструктор вагонных колёс.

## Биография
Учился в Златоустовском индустриальном техникуме (1923—1927), работал на ЗМЗ, откуда направлен по рабочей путевке в Уральский политехнический институт, который окончил в 1930 г. по специальности «инженер-металлург», и 5 лет вел в нём преподавательскую работу.
В 1935 году по приказу С. Орджоникидзе направлен на Уралвагонзавод для освоения производства литья: начальник техчасти, начальник цеха колес, заместитель главного металлурга.
Участник Великой Отечественной войны. Награждён орденом Красной Звезды (06.09.1945), медалями, в том числе «За победу над Германией в Великой Отечественной войне 1941—1945 гг.» (27.08.1945), «За победу над Японией» (09.03.1946).
С 1957 г. работал в Свердловском совнархозе, начальник лаборатории экономики литейного производства в НИИ, преподавал в УПИ.
Кандидат технических наук (1969).
Автор книг: «Справочник по топливу и топливосжиганию в таблицах, формулах, графиках» (1933), «Специализация литейного производства на Среднем Урале» (1964), «Основы экономики и организация литейного производства» (1972).
Сталинская премия 1950 года — за участие в создании новой технологии изготовления чугунных литых колес с отбеленным ободом на Уралвагонзаводе.
Скончался 9 августа 1997 года. Похоронен на кладбище села Курганово.